# Rathaus (Ziębice)

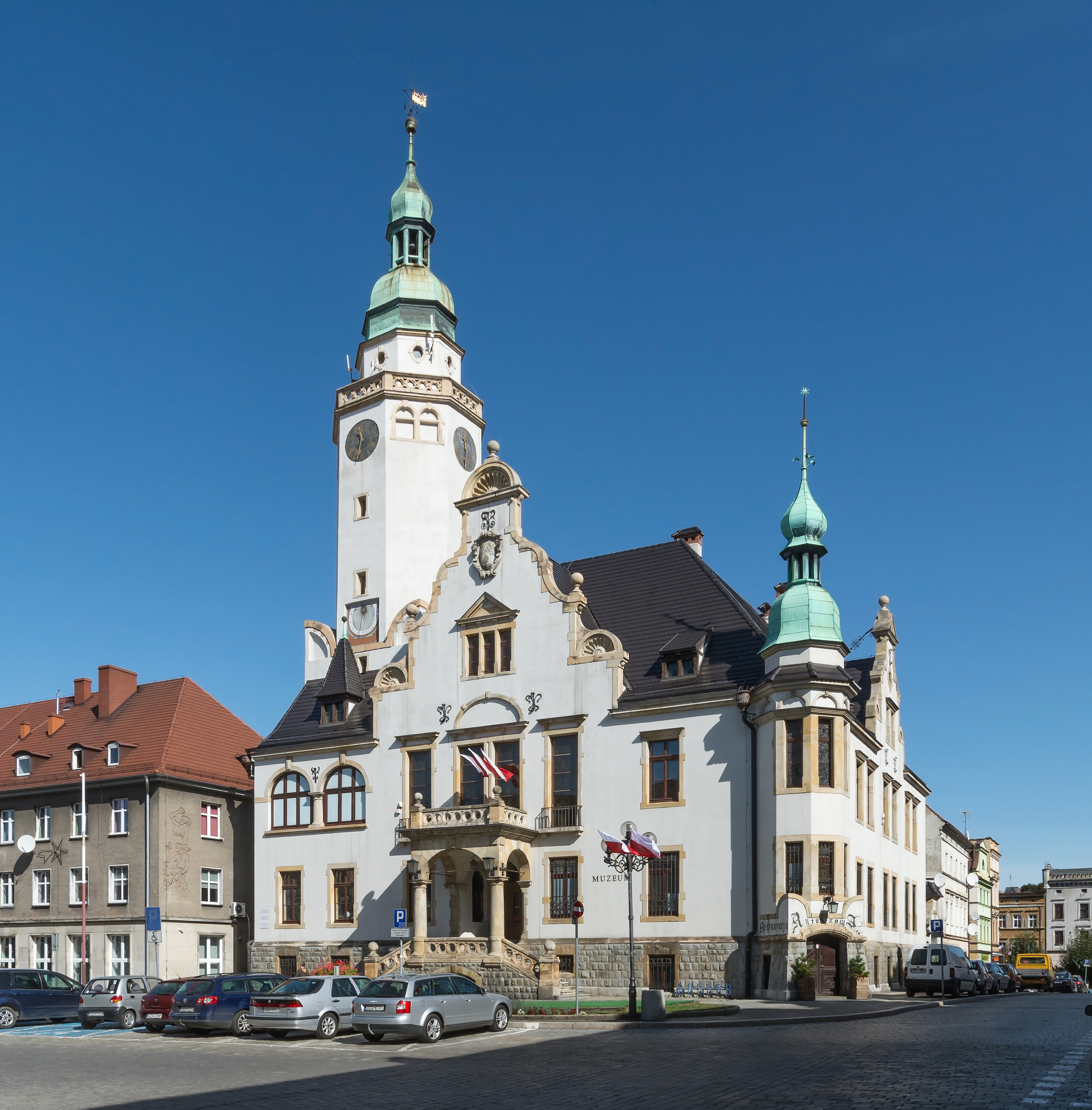
Rathaus Südseite mit Turm (2019)

Das Rathaus im schlesischen Ziębice (deutsch: Münsterberg) steht am Mały Rynek (Kleiner Ring), dem südlichen Bereich des rechteckigen Ringes (Rynek).

## Geschichte

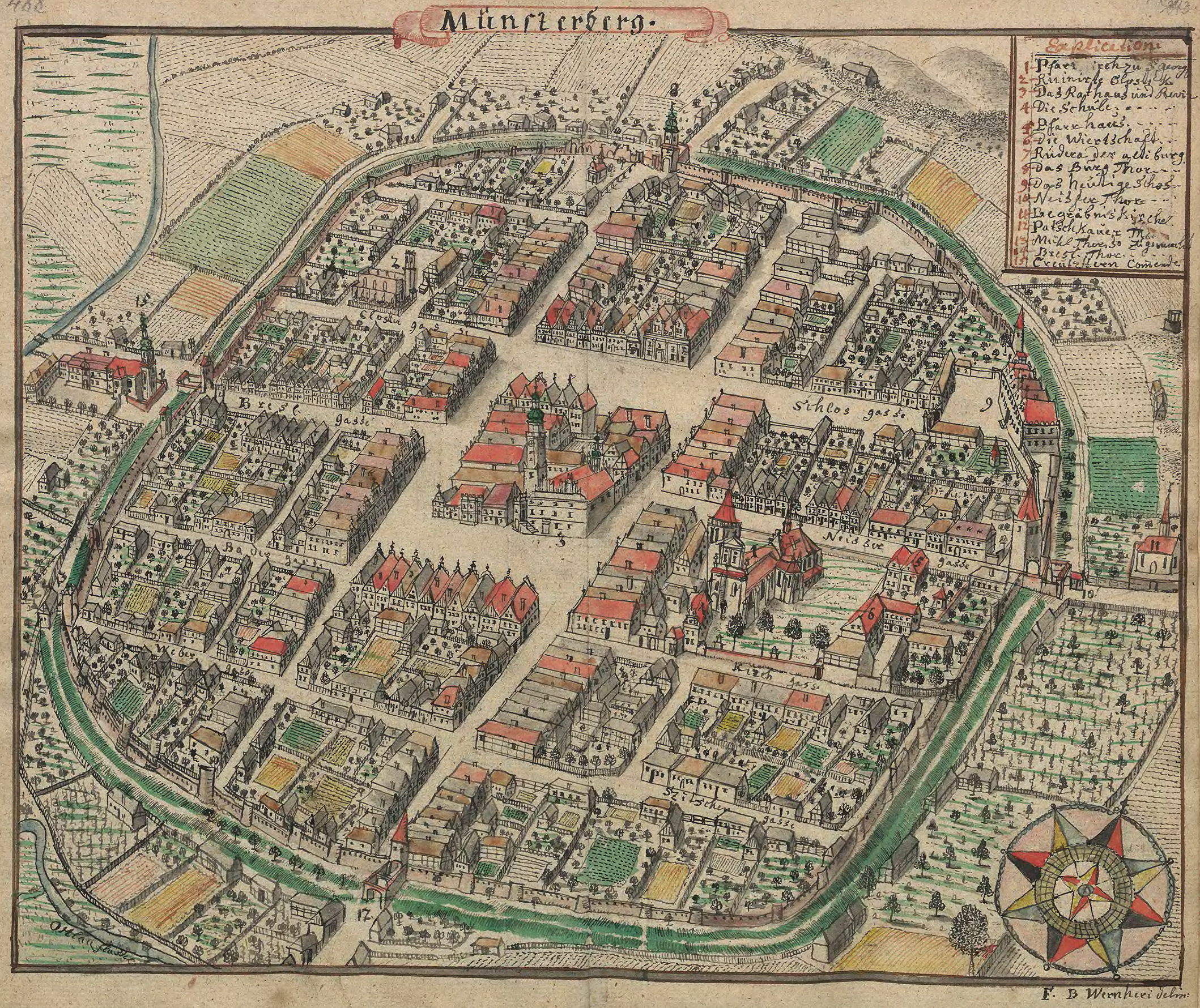
Ansicht von Münsterberg aus dem Ende des 18. Jahrhunderts, in der Mitte der ursprüngliche Rathausbau aus dem 16. Jahrhundert

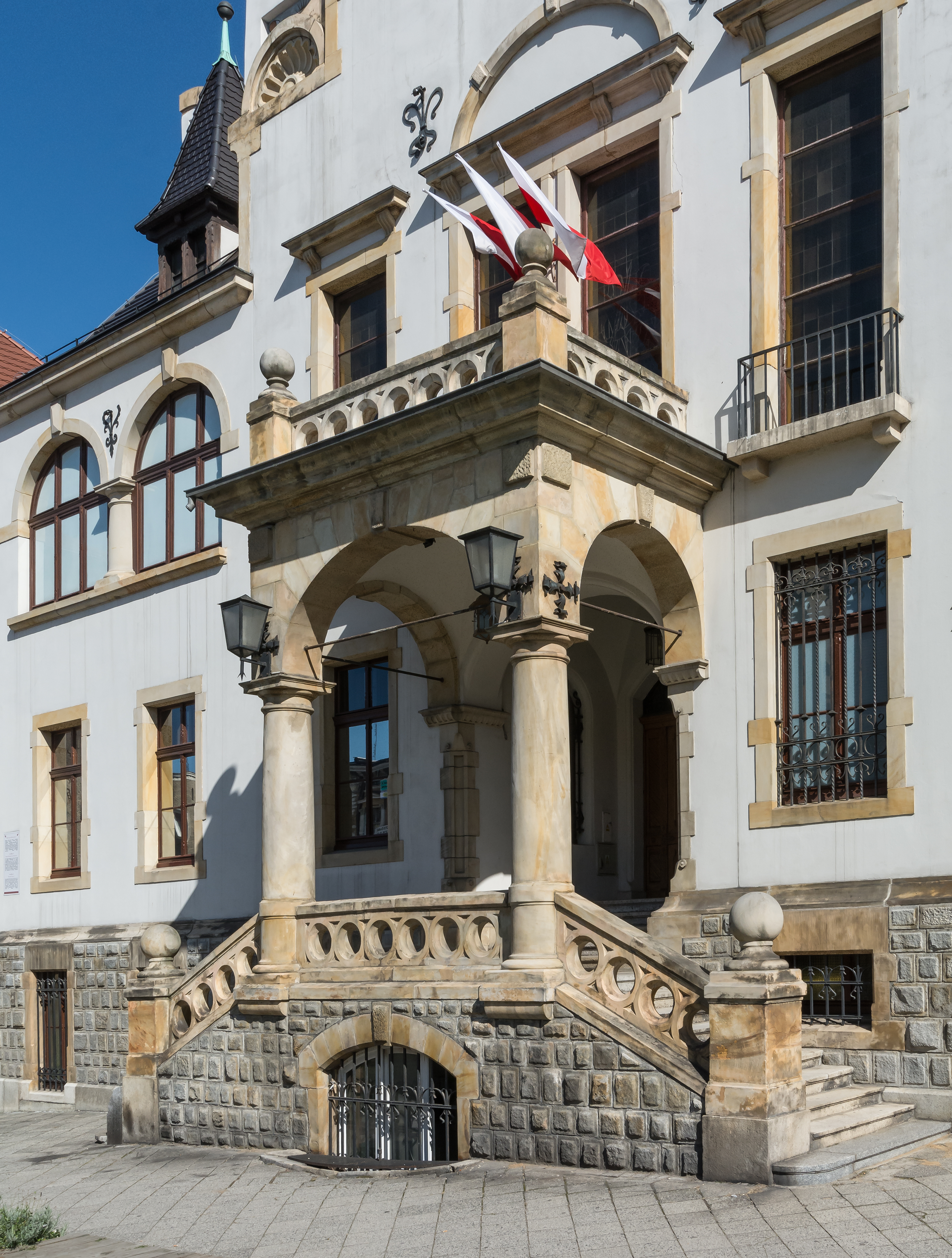
Detailansicht der Rathaustreppe

Münsterberg war seit 1321 Residenzstadt des Herzogtums Münsterberg. 1334–1335 entstand ein erster Rathausbau für die städtische Verwaltung. Zwischen 1344 und 1377 wurde der Bau erweitert. Dabei erhielt das Rathaus einen steinernen Turm. Unter Herzog Joachim von Münsterberg erfolgte ab 1561 ein kompletter Neubau des Rathauses. Lediglich die Grundmauern, das gotische Westportal und der Turm blieben erhalten. Der Rathausturm wurde zur gleichen Zeit aufgestockt.
Der aus dem 16. Jahrhundert stammende Rathausbau wurde 1888 fast vollständig abgerissen. Unter Einbeziehung des alten Rathausturmes wurde 1888–1890 ein Neubau im Stil der Neorenaissance errichtet. Der Entwurf ging aus einem beschränkten Architekturwettbewerb des Architekten-Vereins zu Berlin (AVB) unter seinen Mitgliedern hervor und stammt von den Architekten und preußischen Baubeamten Carl Mühlke (* 1851) und Otto Poetsch.
Seit 1981 steht das Rathaus unter Denkmalschutz. Es wird derzeit als Museum für historischen Hausrat genutzt, außerdem wird dort der Nachlass des Münsterberger Malers und Restaurators Joseph Langer (1865–1918) aufbewahrt. Im Keller befindet sich heute ein Restaurant.

## Architektur
Das zweigeschossige Gebäude mit hohem Sockelgeschoss auf rechteckigem Grundriss zeigt eine reiche historistische Fassadengestaltung. Die Südfassade wird durch einen Volutengiebel geschmückt, ebenso die Ostfassade. Vor dem Eingang liegt eine doppelläufigen Freitreppe mit Säulenvorbau und einem Balkon. Innen befindet sich eine Halle mit einem repräsentativen Treppenhaus mit Wandmalereien von Alfred Gottwald von 1927.
An der Nordwestseite schließt der Rathausturm direkt an. Dieser besitzt einen achteckigen Aufsatz und ist bekrönt mit einer Zwiebelhaube und einer Laterne.

## Museum für Haushaltsgeräte
Im Historischen Rathaus befindet sich das einzige Museum für Haushaltsgeräte in Polen (Muzeum Sprzętu Gospodarstwa Domowego).